# Limnostylochidae
Famille
Les Limnostylochidae sont une famille de vers plats du sous-ordre des Acotylea (ordre des Polycladida).

## Systématique
Le nom valide complet (avec auteur) de ce taxon est Limnostylochidae Faubel, 1983.

### Liste des genres
Selon la base de données World Register of Marine Species (11 décembre 2023), la famille des Limnostylochidae regroupe les genres suivants :
- genre Limnoplana Faubel, 1983
- genre Limnostylochus Bock, 1913

### Genres synonymes
Shelfordia Stummer-Traunfels, 1902 est Limnoplana Faubel, 1983